# Abrão José Freitas

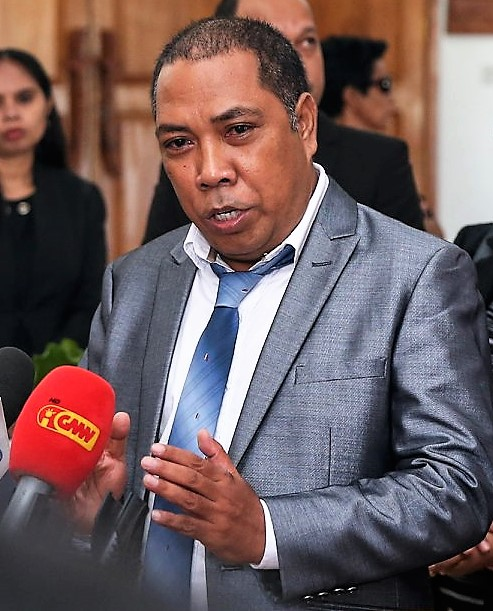
Abrão José Freitas (2020)

Abrão da Costa José Freitas (* 30. Juni 1975 in Baucau, Portugiesisch-Timor), Kampfname Mate Restu, ist ein osttimoresischer Politiker und ehemaliger Beamter. Er ist Mitglied der Partidu Libertasaun Popular (PLP).

## Werdegang

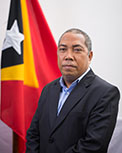
Abrão José Freitas

Beim ersten Nationalkongress der PLP am 20. Mai 2017 wurde Freitas zum ersten stellvertretenden Parteivorsitzenden unter PLP-Chef Taur Matan Ruak gewählt.
Freitas war Direktor für Prävention bei der Comissão Anti-Corrupção (CAC) bis er bei den Parlamentswahlen in Osttimor 2017 auf Listenplatz 4 der PLP in das Nationalparlament Osttimors gewählt wurde. Hier wurde er Vizevorsitzender der Kommission für Gesundheit, Bildung, Kultur, Veteranen und Gleichstellung der Geschlechter (Kommission F). Bei den Parlamentswahlen 2018 verpasste Freitas den Einzug in das Parlament auf Listenplatz 47 der Aliança para Mudança e Progresso (AMP), der gemeinsamen Liste von PLP, CNRT und KHUNTO. Da Parteichef Taur Matan Ruak in der neuen Regierung Premierminister wurde, übernahm Freitas das Amt des Interim-Vorsitzenden der PLP.